# Politikens filmjournal 069
|  | Denne artikel er oprettet af botten Steenthbot ud fra en ekstern database. Den kan derfor have sproglige fejl eller mangler. Denne skabelon kan fjernes efter kontrol af indholdet. |

Politikens filmjournal 069 er en dansk dokumentarisk optagelse fra 1950.

## Handling
1) Frankrig: Under Kong Frederik XI og Dronning Ingrids besøg i Paris besøges Den ukendte soldats grav under Triumfbuen. Om aftenen er der gallaforestilling i Operaen til ære for kongen og dronningen. På afrejsedagen køres kongeparret gennem byen, hvor de tiljubles af pariserne.

2) Malersvendenes festlige optog gennem København, hvor der agiteres for en bedre fordeling af malerarbejdet hen over året. Optoget modtages på Rådhuspladsen af overborgmester H.P. Sørensen.

3) I julens tegn: Et nisseoptog marcherer ind på Østerbro Stadion, julemanden i skikkelse af Ib Schønberg lander med helikopter. Stormagasinernes juleudstilling er fyldt med eventyr. På Rådhuspladsen går trafikken i stå, når nisser danser om byens store juletræ.

4) Frankrig: Sugar Ray Robinson bokser mod franskmanden Jean Stock i Paris. Franskmanden taber på teknisk knock-out.

5) USA: Orkan raser i New York.